# Opulence
Opulence es el primer EP oficial de la rapera Brooke Candy publicado el 6 de mayo por RCA Records. En él, la rapera colabora con otros artistas como Diplo, Sia o Cory Enemy.

## Lista de canciones
| N.º   | Título                                       | Duración |  |
| 1.    | «Opulence»                                   | 2:20     |  |
| 2.    | «Pop Rock»                                   | 2:56     |  |
| 3.    | «Bed Squeak»                                 | 3:02     |  |
| 4.    | «Feel Yourself (Alcohol) (feat. Cory Enemy)» | 3:46     |  |
| 5.    | «Godzillionaire»                             | 2:55     |  |
| 13:79 |                                              |          |  |

- Datos: Q21027888